# Lou Reed & Kris Kristofferson in Their Own Words with Vin Scelsa
Lou Reed & Kris Kristofferson in Their Own Words with Vin Scelsa je koncertní album, které vyšlo v září roku 2017. Obsahuje záznam vystoupení hudebníků Lou Reeda a Krise Kristoffersona, které odehráli dne 2. února 1994 v klubu The Bottom Line v newyorské čtvrti Greenwich Village. Kromě písní se na albu nachází také rozhovory, které rovněž vznikly při tomto koncertu, a to s rozhlasovým moderátorem Vinem Scelsou. Jde o dvojalbum.

## Seznam skladeb
1. Introduction – 1:26
2. Vin Scelsa Introduces Lou Reed – 1:59
3. Betrayed – 2:54
4. VS Introduces Kris Kristofferson – 1:11
5. Shipwrecked – 4:06
6. LR on Songwriting – 3:43
7. Legendary Hearts – 2:29
8. KK on His Childhood & Songwriting – 4:27
9. Sunday Morning Coming Down / The Pilgrim – 5:56
10. LR on New York – 2:21
11. Strawman – 4:29
12. KK Talks About "Strawman" – 0:49
13. Sam's Song – 1:48
14. LR on Writing for Wim Wenders – 2:23
15. Why Can't I Be Good – 3:02
16. LR on Autobiographical Songs – 1:47
17. KK on Nashville – 4:00
18. Help Me Make It Through the Night – 1:55
19. LR on Velvet Underground & Warhol – 5:32
20. Sweet Jane – 5:37
21. KK on Writing – 2:29
22. To Beat the Devil – 4:37
23. LR on Writing Prose – 4:10
24. Romeo Had Juliet – 3:28
25. Burden of Freedom – 3:56
26. KK on "Me And Bobby McGee" – 3:15
27. Me and Bobby McGee – 4:22
28. KK on "Bird on a Wire" – 0:54
29. Bird on a Wire – 3:24
30. Tracks of My Tears – 3:08